# Apache Maven
Apache Maven är ett verktyg utvecklat av Apache Software Foundation och används inom systemutveckling av datorprogram i programspråket Java. Maven används för att automatiskt paketera (bygga) programfilerna till en distribuerbar enhet. Maven används inom samma område som Apache Ant men dess byggfiler är deklarativa till skillnad ifrån Ants skriptbaserade.
Maven använder sig av en XML-baserad konfigurationsmodell som kallas Project Object Model (POM). I denna XML-fil beskrivs mjukvaruprojektet som ska byggas och dess externa beroenden till andra moduler och komponenter. I Maven finns färdiga "targets" eller kommandon som hanterar vissa väldefinierade uppgifter som kompilering av den ingående källkoden, automatisk genomkörning av eventuella testklasser, och driftsättning av den färdiga distribuerbara enheten.